# Hanene Ourfelli
Hanene Ourfelli, née le 8 janvier 1986, est une haltérophile tunisienne.

## Carrière
Aux Jeux olympiques d'été de 2000, elle se classe quinzième dans la catégorie des moins de 63 kg.
Elle remporte la médaille de bronze à l'arraché, à l'épaulé-jeté et au total dans la catégorie des moins de 63 kg aux Jeux africains de 2007 à Alger.
Elle remporte l'or aux championnats d'Afrique 2010 et l'argent aux championnats d'Afrique 2008 dans la catégorie des moins de 63 kg.